# Bondemedborgarrörelsen
Bondemedborgarrörelsen (nederländska: BoerBurgerBeweging, BBB) är ett agrariskt politiskt parti i Nederländerna. Partiet har sitt huvudkontor i Deventer i provinsen Overijssel. Partiets nuvarande partiledare Caroline van der Plas är också den som grundade partiet 2019.

## Historia
Bondemedborgarrörelsen grundades oktober 2019 av journalisten Caroline van der Plas, som svar på stora nationella demonstrationer bland bönder tidigare samma månad. Den 17 oktober 2020 valdes van der Plas till partiets lijsttrekker (förstanamn)  inför det kommande parlamentsvalet 2021.

## Ideologi
Partiet är ett agrarparti.
Under valrörelsen för parlamentsvalet 2021 fokuserade partiet mycket frågor som ansågs viktiga för väljare på landsbygden, bland annat införandet av ett Landsbygdsdepartement, minst 100 kilometer från Haag, och upphävandet av förbudet mot neonikotinoider. Partiet gick ut med ett lagförslag att jordbrukare skulle få större möjlighet att påverka frågor gällande jordbruk. Detta kunde ses som ett svar på den opposition mot gris- och getgårdar som bestreds av hälso-, miljö-, och jordbruksskäl.
Caroline van der Plas har uttryckt att partiet Partij voor de Dieren och djurrätsorganisationen Wakker Dier är två av partiets största rivaler.
BBB värnar om den nederländska landsbygdens kultur och traditioner. Partiet vill se till att traditionella bondemarknader, festivaler och evenemang fortsätter att existera och främjas. Andra exempel är bönders rätt att välja veterinär, finansieringshjälp till unga bönder, sänkta bränslekostnader, aktiva bygdegårdar i varje by, osv.  Subventioner till organisationer som vill utesluta vissa livsmedelsprodukter från menyn avses stoppas. Allt detta visar att de är ett agrarparti.

## Valresultat

### Generalstaternas andra kammare
| Val  | Lijsttrekker          | Röster  | %          | Mandat  | +/-  |
| ---- | --------------------- | ------- | ---------- | ------- | ---- |
| 2021 | Caroline van der Plas | 104 319 | 1.00 (#16) | 1 / 150 | Nytt |